# Philippe Fretz
Philippe Fretz, né le 9 octobre 1969 à Genève, est un artiste peintre, graveur et plasticien suisse.

## Biographie
Formé à la Haute École d'art et de design Genève dans les années 1990, Philippe Fretz est un peintre qui mêle narration, références à l'histoire de l'art et détails autobiographiques.
Il est également éditeur et collaborateur des éditions art&fiction, il enseigne la « narrative painting » au Gordon College à Orvieto, en Italie. Il publie un périodique, In medias res, qui confronte ses peintures à une vaste iconographie personnelle. Il est aussi musicien (saxophone, voix) au sein de différents groupes (Pamela's Parade, Cap'n Crunch).

## Publications
Livres d'artistes, livres illustrés
- Philippe Fretz (Textes de Didier Ottaviani, Fabrice Hadjadj et Stéphanie Lugon), Divine chromatie : cf. La divine comédie de Dante Alighieri, Lausanne, art&fiction, coll. « Périodique », 2019, 164 p. (ISBN 978-2-940570-69-0, présentation en ligne)

Livres d'artistes, livres illustrés
- Philippe Fretz, In medias res, Genève, art&fiction, coll. « Périodique », 2013-21, 20 p. (ISSN 2296-4487)

- Philippe Fretz, Seuil, Genève, art&fiction, coll. « Sonar », 2011, 32 p.

- Philippe Fretz et Christian Girard, Comme un lieu : Plantes sidérales, Lausanne, art&fiction, 2007, 12 p.
- Philippe Fretz, Le vestibule des lâches, Lausanne, art&fiction, coll. « Re:Pacific », 2015, 80 p. (ISBN 978-2-940570-01-0)

Catalogues
- Caroline Nicod et Stefan Baumann, Philippe Fretz, Lausanne, art&fiction, coll. « Document », 2005, 64 p. (ISBN 2-9700398-8-5)
- Catherine Othenin-Girard, BCV-ART, Lausanne, BCV, 2002
- Philippe Fretz (Textes de Didier Ottaviani, Fabrice Hadjadj et Stéphanie Lugon), Divine chromatie : cf. La divine comédie de Dante Alighieri, Lausanne, art&fiction, 2019, 164 p. (ISBN 978-2-940570-69-0, présentation en ligne)

## Expositions personnelles (sélection)
- 2021 Le studiolo de Dante, Centre culturel du Manoir, Cologny
- 2021 Divine Chromatie, Fondation Martin Bodmer, Cologny
- 2020 Divine Chromatie, Église Saint-François, Lausanne
- 2019 Divine Chromatie, Halle Nord, Genève
- 2018 Forever Young, Club d'art contemporain, Lausanne
- 2017 Forever Young, Zimmermannhaus, Brugg
- 2016 Divine Chromatie, Galerie Univers, Lausanne
- 2015 Bateleurs, Space-Station, Lausanne
- 2013 In medias res, idiots et moines, Espace Cheminée Nord, Genève
- 2011 Seuil, Galerie du Château, Avenches
- 2010 Galerie Selz, art contemporain, Perrefitte
- 2010 Kugler 3600, Espace Cheminée Nord, Genève
- 2008 SJ-C,FdD,a.pdm,p., Galerie Athanor, Marseille
- 2007 Comme un lieu, Art en île, Genève
- 2005 Rivages , Ancienne Abbatiale, Bellelay
- 2001 Quelques joies dans le désordre, Galerie ESF, Lausanne
- 2001 Die 7 Freuden des Malers , Konsumbäckerei, Soleure
- 2000 Gaudium et Spes II, Barrington Center for the Arts, Wenham, MA, USA
- 1998 Galerie Aparté, Lausanne
- 1998 Galerie Alain Paire, Aix-en-Provence
- 1997 Galerie du Tableau, Marseille
- 1996 Galerie Aparté, Lausanne
- 1993 Galerie Corinne Kramer, Pully
- 1993 Galerie Aparté, Lausanne

## Expositions collectives (sélection)
- 2020, 18, 17, 16, 14, 07, 05, 02, 00, 97, 96 « Jahresausstellung », Aargauer Kunsthaus, Aarau
- 2018 One size fits all, avec Stéphane Zaech, Kunsthalle Marcel Duchamp, Cully
- 2018 Goûter d'art, Club d'art contemporain, Lausanne
- 2018 Noël, Club d'art contemporain, Lausanne
- 2017 Utopik Park, Fonderie Kugler, Genève
- 2017 Carnets, Halle Nord Genève
- 2017 Ricochet, Espace Témoin, Genève
- 2016 Foncer, avec Visarte, Garage 19, Genève
- 2015 Pop-up Show, avec George Wingate, The Barn, Wenham, MA, USA
- 2014 Connexion, Déconnexion, Reconnexion, CH9, Genève
- 2014 Allover/Overall, CH9, Genève
- 2014 Utopie picturale 2, Fonderie Kugler, Genève
- 2013 En progrès 2.0, La réserve, CH9, Genève
- 2013 Pantone-K2013, Usine Kugler, Genève* 2013 En progrès 1.0, 1.1, CH9, Genève
- 2012 (avec Sonja Bauters, Marc Elsener et Stéphane Zaech), Local d’art contemporain, Vevey
- 2010 (avec Jérôme Stettler et Eric Winarto), Espace culturel, Assens
- 2009 (avec Stéphane Fretz), Le Cube, Estavayer-le-lac
- 2007 I-diocy, Nachtgalerie, Zurich
- 2007 Beautiful, Espace Arlaud, Lausanne
- 2007 Grandes tailles, Galerie de l’Hôtel-de-Ville, Yverdon-les-Bains
- 2007, 05, 02, 00, 97, 96 Jahresausstellung, Aargauer Kunsthaus, Aarau
- 2005 Paysage avec don Quichotte, Le Manoir de la Ville, Martigny
- 2005 La collection de Bertram Rothe, UAC, Dorigny

## Distinctions
- 2020,17, 14 Bourse du Canton d'Argovie (Aargauer Kuratorium Werkbeitrag)
- 2002 Bourse Alice Bailly
- 1999, 98, 96 Bourse Kiefer-Hablitzel
- 1992 Prix Stravinsky